# Lindenbaum-Algebra
In der mathematischen Logik ist die Lindenbaum-Algebra (auch Lindenbaum-Tarski-Algebra) zu einer Theorie T die Quotientenalgebra bezüglich der
Äquivalenzrelation der beweisbar äquivalenten Sätze in T.
Die Algebra hat ihren Namen nach Adolf Lindenbaum.
Alfred Tarski hat die Konstruktion der Algebra 1935 in erstmals publiziert und gezeigt, dass sie eine
Boolesche Algebra ist.

## Konstruktion
Gegeben eine logische Theorie T und ein Beweissystem, wie etwa die
natürliche Deduktion (siehe z. B.), dann definiert man für Formeln p und q:
{\displaystyle p\sim q\iff T\vdash p\to q{\text{ und }}T\vdash q\to p}.
Dass die Relation {\displaystyle \sim } reflexiv und symmetrisch ist, ergibt sich
unmittelbar aus der Definition. Sie ist auch transitiv, denn aus Beweisen für {\displaystyle p\to q} und
{\displaystyle q\to r} lässt sich mit den Regeln der Beseitigung der Implikation und der Einführung der Implikation ein Beweis für {\displaystyle p\to r} in {\displaystyle T} konstruieren.
Wir bezeichnen nun mit {\displaystyle [p]_{\sim }} die Äquivalenzklasse von {\displaystyle p}
bezüglich dieser Äquivalenzrelation. Die Elemente der
Lindenbaum-Algebra {\displaystyle {\mathcal {L}}} sind die Äquivalenzklassen und
man definiert die Operationen der Algebra sowie zwei ausgezeichnete
Elemente, das Null- und das Einselement, folgendermaßen:
{\displaystyle [p]_{\sim }\cup [q]_{\sim }:=[p\lor q]_{\sim }}
{\displaystyle [p]_{\sim }\cap [q]_{\sim }:=[p\land q]_{\sim }}
{\displaystyle \quad \quad -[p]_{\sim }:=[\neg p]_{\sim }}
{\displaystyle \quad \quad \quad \quad 0:=[\bot ]_{\sim }}
{\displaystyle \quad \quad \quad \quad 1:=[\top ]_{\sim }}
Diese Definitionen sind unabhängig von der Wahl der Repräsentanten der Äquivalenzklassen.

## Beispiele

### Klassische Logik
Die Lindenbaum-Algebra in der klassischen Logik ist eine Boolesche Algebra, wie man
leicht verifiziert. Weil der Satz vom ausgeschlossenen Dritten in der klassischen Logik ({\displaystyle p\lor \neg p=\top }) gilt, ist in der Lindenbaum-Algebra für alle Elemente {\displaystyle a\in {\mathcal {L}}} insbesondere die Eigenschaft 	
{\displaystyle -a\cup a=1}
erfüllt.
In der Prädikatenlogik spiegeln sich die Eigenschaften der Quantoren und
der Gleichheit nicht in den Axiomen der Booleschen
Algebra. Die Zylinderalgebra von Tarski ist eine Verallgemeinerung der
Booleschen Algebra, die Axiome
für den Existenzquantor und die Gleichheit hat.

### Intuitionistische Logik
Bei der Konstruktion der Lindenbaum-Algebra
sind Formeln äquivalent, die beweisbar äquivalent sind. Das
bedeutet, dass die Regeln des Beweissystems in die Definition eingehen.
In der klassischen Logik gilt der Satz des ausgeschlossenen
Dritten, in der intuitionistischen Logik jedoch
nicht (siehe z. B.). Infolgedessen erhalten wir
als Lindenbaum-Algebra in der intuitionistischen Logik mit der
identischen Konstruktion der Quotientenalgebra keine Boolesche Algebra
wie in der klassischen Logik, sondern eine Heyting-Algebra.